# Каменне сільське поселення
Ка́менне сільське поселення (рос. Каменное сельское поселение) — сільське поселення у складі Октябрського району Ханти-Мансійського автономного округу Тюменської області Росії.
Адміністративний центр — село Каменне.
Населення сільського поселення становить 632 особи (2017; 717 у 2010, 741 у 2002).
Станом на 2002 рік існували Каменна сільська рада (село Каменне) та Пальяновська сільська рада (село Пальяновоі).

## Склад
До складу сільського поселення входять:
| Населений пункт | Населення, осіб (2002) | Населення, осіб (2010) |
| --------------- | ---------------------- | ---------------------- |
| Каменне, село   | 344                    | 318                    |
| Пальяново, село | 397                    | 399                    |